# Intermediación de medicamentos
Según el artículo 8 de la Ley 29/2006, de 26 de julio, se define intermediación de medicamentos como aquellas actividades relativas a la venta o compra de medicamentos, a excepción de aquellas incluidas en la definición de distribución mayorista, que no incluyen contacto físico con los mismos y que consisten en la negociación de manera independiente y en nombre de otra persona jurídica o física.

## Función
Estas entidades se encargan de conseguir un acuerdo entre dos entidades distribuidoras  (a las cuales han puesto en contacto) sobre una compra-venta de medicamentos.
Estas entidades se consideran parte de la cadena de distribución de medicamentos, pero no pueden llevar a cabo funciones de los almacenes mayoristas de distribución a cabo por los “brokers”, como la obtención de medicamentos o  su almacenamiento y conservación. 
Al ser consideradas parte de la cadena de distribución, deben cumplir con las buenas prácticas de distribución.

## Actividades
Estas entidades se caracterizan por: 
- No son propietarios de los medicamentos.
- No tienen contacto físico con los medicamentos.
- Realizan sus gestiones siempre por cuenta de un tercero y mantienen su independencia en estas negociaciones entre las dos partes.

## Legislación en España.
Según lo establecido en el artículo 71 bis sobre la Intermediación en la Distribución de medicamentos de uso humano en la Ley 29/2006, de 26 de julio,  estás entidades tienen que estar inscritas en el Registro de entidades de intermediación de medicamentos de uso humano, antes del inicio de su actividad. Se deberá hacer a través de Internet.
Este registro es público y se accederá a él por la página web de la Agencia Española de Medicamentos y Productos Sanitarios (AEMPS). Para cada entidad de publicará, el nombre y apellidos, razón social, dirección permanente y un código identificativo asignado por la AEMPS.